# Stanislav Fajstavr
Stanislav Fajstaver (6. května 1943 Benecko – 22. června 1999) byl československý biatlonista.

## Lyžařská kariéra
Na XI. ZOH v Sapporu skončil v závodě jednotlivců na 20 km na 44. místě.